# Micromia cophogona
Tripteridia latistriga là một loài bướm đêm trong họ Geometridae.